# Soyaux Angoulême XV Charente
El Soyaux Angoulême XV Charente és un club de Rugbi a 15 que juga a la Pro D2. El club es va fundar el juny del 2010.